# Schach-Europameisterschaft der Frauen 2022

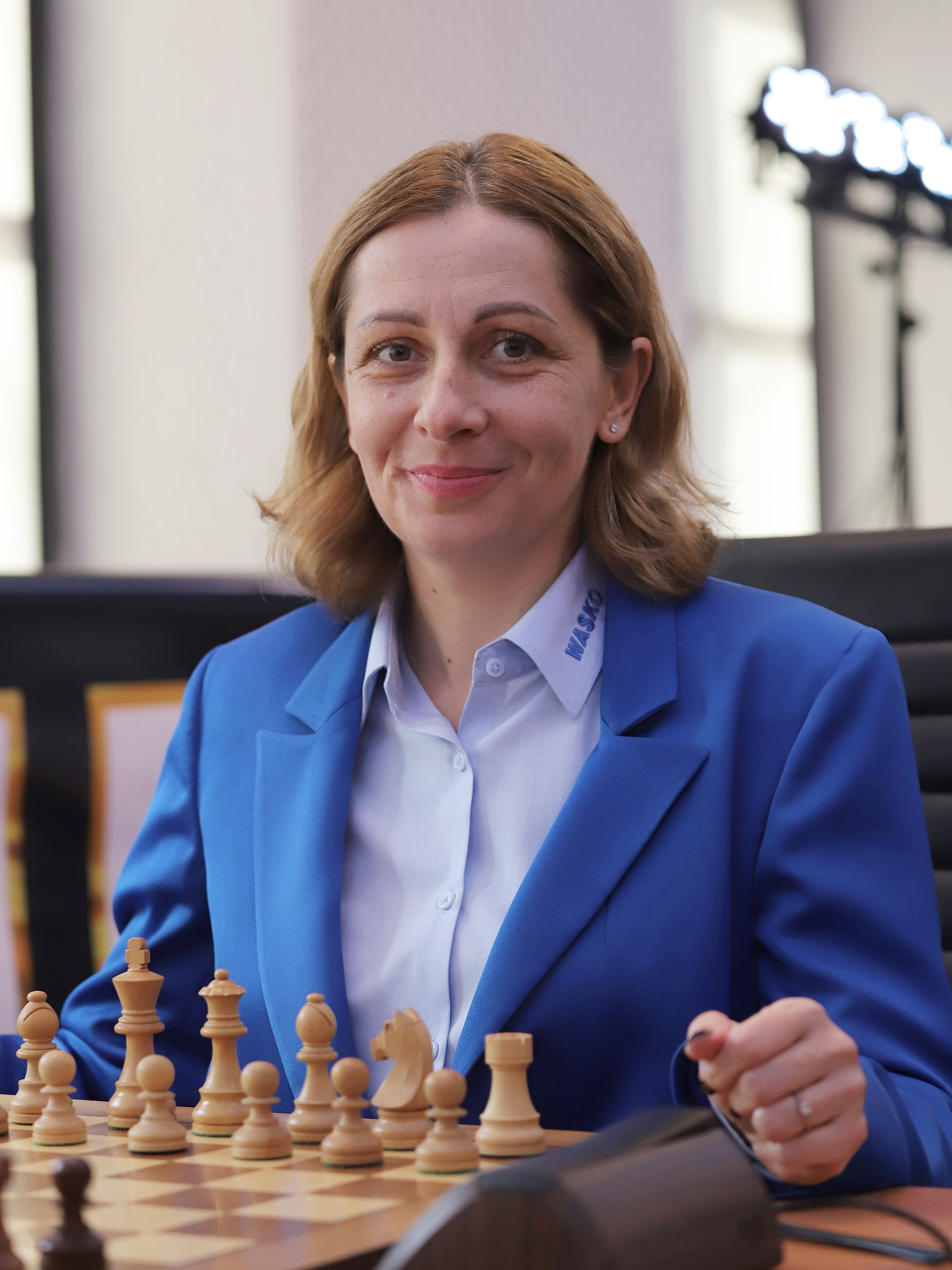
Monika Soćko, Europameisterin 2022

Die Schach-Europameisterschaft der Frauen 2022 (offiziell 22nd European Women’s Chess Championship) war die 22. Austragung einer Schach-Europameisterschaft der Frauen und fand vom 20. bis 31. August 2022 im tschechischen Prag statt. Das Turnier nach Schweizer System wurde von der European Chess Union veranstaltet. Siegerin wurde die Polin Monika Soćko.

## Organisation

### Modus
Gespielt wurde nach Schweizer System über eine Dauer von elf Runden. Als Bedenkzeit hatten die Spielerinnen jeweils eine Startzeit von 90 Minuten, die nach dem 40. Zug um weitere 30 Minuten erweitert wurde. Zudem gab es ein Zeitinkrement von 30 Sekunden bereits ab dem ersten Zug. Bei Punktgleichheit zählten zuerst die direkten Duelle, danach wurde mittels Buchholz-Wertung (in der ersten Anwendung abzüglich der schlechtestgewerteten Gegnerin) unterschieden. Bei weiter bestehendem Gleichstand zählte erst die Zahl der Partien mit Schwarz, zuletzt die Zahl der gewonnenen Partien.
Die Teilnahme stand grundsätzlich allen Mitgliedern der europäischen nationalen Verbänden frei. Spielerinnen aus dem suspendierten bulgarischen Schachverband mussten unter der Flagge der European Chess Union antreten.

### Preisgeld
Insgesamt wurden 60.000 Euro an Preisgeldern ausgeschüttet. Aus dem Teilnehmerfeld erhielten die 20 bestplatzierten Spielerinnen eine Prämie von mindestens 1000 €; die Siegerin erhielt 10.000 €.

## Ergebnis
Insgesamt nahmen 123 Spielerinnen teil. Aus dem Gastgaberland Tschechien kamen 14 Teilnehmerinnen. Auch die Ukraine (13) und Polen (12) waren mit einer zweistelligen Zahl von Frauen vertreten. Aus Deutschland meldeten sich sechs Spielerinnen zur Europameisterschaft.
Die spätere Siegerin Monika Soćko führte ab der fünften Runde das Teilnehmerfeld an. Nach fünf Siegen aus den ersten sieben Runden traf sie auf die punktgleiche Günay Məmmədzadə und konnte das Spitzenspiel für sich entscheiden. Die Führungsposition konnte sie infolge auch durch Remis gegen Ülviyyə Fətəliyeva und Lilit Mkrttschjan verteidigen. Nana Dsagnidse, einzige Spielerin mit einer Elo-Zahl über 2500 und entsprechend auf Setzlistenplatz 1 gestartet, kam auf den 16. Rang. Beste deutsche Teilnehmerin wurde Josefine Heinemann mit 6,5 Punkten auf dem 29. Platz.
Über die Europameisterschaft qualifizierten sich neun Spielerinnen für den Schach-Weltpokal der Frauen 2023.
| Platz | Teilnehmerin          | Elo-Zahl | Punkte | BC1  | BUC  |
| ----- | --------------------- | -------- | ------ | ---- | ---- |
| 01.   | Monika Soćko          | 2423     | 8,5    | 68,5 | 73,0 |
| 02.   | Günay Məmmədzadə      | 2466     | 8,0    | 71,0 | 75,5 |
| 03.   | Ülviyyə Fətəliyeva    | 2413     | 8,0    | 69,5 | 74,5 |
| 04.   | Lilit Mkrttschjan     | 2362     | 8,0    | 67,0 | 72,0 |
| 05.   | Alexandra Malzewskaja | 2360     | 8,0    | 65,5 | 70,0 |
| 06.   | Irina Bulmaga         | 2403     | 8,0    | 56,0 | 59,5 |
| 07.   | Anna Uschenina        | 2423     | 7,5    | 69,5 | 74,5 |
| 08.   | Anna M. Sargsjan      | 2378     | 7,5    | 64,0 | 69,0 |
| 09.   | Marina Brunello       | 2341     | 7,5    | 62,5 | 67,0 |
| 10.   | Nurgjul Salimowa      | 2404     | 7,5    | 61,5 | 66,5 |